# North Bucks & District League
De North Bucks & District League is een Engelse regionale voetbalcompetitie en werd opgericht in 1911. De competitie bevindt zich op het 12de niveau in de Engelse voetbalpiramide. In totaal zijn er 4 divisies en de kampioen van de Premier Division kan promoveren naar de Spartan South Midlands League Division Two.